# 3-氯苯甲腈
3-氯苯甲腈是一种有机化合物，化学式为ClC6H4CN，它是氯苯甲腈的三种同分异构体之一。

## 合成与反应
通常芳香腈是由氨氧化反应产生的。3-氯苯甲腈可由3-氯苯甲醛和盐酸羟胺在催化下于100 °C甲苯中反应制得，或由3-氯苄胺和碘在乙酸铵水溶液中加热反应制得。
在铜纳米颗粒催化下，它被硼氢化钠还原，可以得到3-氯苄胺。一些钌催化剂也能催化它在水中水解，得到3-氯苯甲酰胺。